# Oliver Strangfeld
Oliver Strangfeld (3 giugno 1972) è un ex pentatleta tedesco.

## Palmarès
In carriera ha conseguito i seguenti risultati:
- Mondiali:

Città del Messico 1998: oro nel pentathlon moderno staffetta a squadre.
- Europei

Székesfehérvár 1997: bronzo nel pentathlon moderno staffetta a squadre.
Székesfehérvár 2000: argento nel pentathlon moderno a squadre.